# Villa Lilith
La Villa Lilith est un ancien lieu culturel situé au 18, rue Hippolyte Flandrin à Lyon.

## Histoire
Le 7 novembre 1975, Bernard Pivot invite dans Apostrophes l'autrice féministe Kate Millett à présenter La Politique du mâle et l'invite à s'exprimer sur son implication dans le mouvement homosexuel. Cette émission a un grand effet dans le courant féministe français, et une troupe lyonnaise, Lilith Folies, composée de Jeanne-Martine Vacher et Edith Guedj, se monte pour adapter en théâtre l'autobiographie de Milett, En vol. Le spectacle, qui aborde ouvertement le lesbianisme, remporte un grand succès dans les communautés gays et lesbiennes en France, heureuses de voir enfin leurs vies représentées.
À la suite du succès de ce spectacle, la troupe décide d'ouvrir une salle de spectacle dédié aux créations artistiques de femmes au 18, rue Hippolyte Flandrin à Lyon.
La Villa Lilith ouvre fin octobre 1981. Elle s'inscrit dans une logique globale d'ouverture de lieux de production culturel féministes au cours des années 1970, marquée par la création de librairies, mais aussi de financement publics initiés par Michelle Coquillat, conseillère aux affaires culturelles au ministère des Droits des femmes mis en place à la suite de l'élection de François Mitterrand. Le nom du lieu est une référence au mythe de Lilith.
De nombreuses artistes, telles que Françoise Maimone et Catherine Marnas, passent par la villa Lilith.

## Positionnement
Si les fondatrices ne revendiquent pas le lieu comme un espace féministe et lesbien, la chercheuse Lorraine Wiss considère que la villa Lilith a joué un rôle de passerelle entre les mouvements des femmes, la culture lesbienne et le théâtre. Cette absence de revendication fait que le lieu n'est pas présenté comme lesbien par Lesbia, mais comme un lieu s'adressant à « [celles] qui ne [se disent] pas homosexuelles, ni lesbiennes, mais simplement femmes et qui [ne cherchent] pas de façon acharnée votre âme sœur, mais tout simplement à [s'] informer ».
Outre des pièces de théâtre, le lieu sert de bibliothèque, de studio d'enregistrement et de lieu d'exposition,.